# Дончо Плачков
Дончо Дойчов Плачков, учител и свещеник, един от шестте копривщенски попове, участници в Априлското въстание.
Дончо Плачков се изучава в местното смесено училище при Найден Геров и Йоаким Груев. Когато създава многолюдно семейство Дончо вече е учител в училището, което го е възпитало.
Дончо, след като учителства девет години за да може да се грижи за всички в голямото си семейство и пребори мизерията, в която живеят решава да стане свещеник. Ръкоположен е в духовен сан и започва да служи в църквата Успение на Пресветая Богородица в родното си село. В началото на 1874 година, загрижен за сиромасите там прави предложение до църковното настоятелство приходите от службите в църковната каса да бъдат използвани за общополезни дела.
С подновяването на дейността на Революционният комитет в Копривщица свещеник Дончо Плачков се включва активно, полагайки клетва в дома на Тодор Каблешков. От тогава той се поставя в служба на освободителното дело срещу турския поробител.
По време на десет дневното „царство“ на свободата, заедно с останалите свещеници извършва молебен и водосвет за успеха на бунта и освещава бойните знамена на четниците.
На 1 май 1876 г. от посока североизток, откъм Чуминската река и по върха Три могили почернява от редовна турска армия и башибозук, наброяващи общо около пет хиляди души. Аскера се предвожда от Хасан бей и Хафъз паша. Копривщенските първенци за да уверят насилниците, че селото е мирно и верноподаническо изпращат с „дарове“ поп Дончо Плачков като парламентьор при тях. Той не успява да стигне до командирите и дали защото не е снабден с парламентьорски отличителни знаци или защото ако началниците приемат мисията му башибозука няма да може да разграби селото, героя е посечен на място. С това поп Дончо Плачков става първата кървава жертва на Копривщица в олтара на свободата.
Платеният голям откуп спасява Копривщица от пожарите, но не и от грабежите. Турският аскер и башибозукът напълно разоряват града. Произволът, безчинствата и свирепите насилия са неописуеми. Впоследствие в околностите на града откриват повече от 150 трупа на копривщенци, а според Джанюариъс Макгахан в града и в околностите са избити над 300 души. Голям е и броят на заточените, изкланите и избесените по-късно във Филибе.

## Признание
Освен улицата в град Копривщица наречена на поп Дончо Плачков в местността „Чардашко дере“, на лобното място на свещеника е поставен скромен възпоменателен паметник. През 2018 г. паметният знак е възстановен от признателното гражданство.